# 陳諫 (華陰)
陳諫（1532年—1588年），字直卿，號敬庵，陝西西安府華州華陰縣人，匠籍。

## 生平
正月初一日生，行二，治《書經》，由縣學生中式嘉靖三十七年戊午科（1558年）陝西鄉試第三十二名舉人，年三十七歲中式萬曆二年（1574年）甲戌科會試第二百六十一名，第三甲第五十九名進士。为内江令，素履小心，精明端亮，猾胥莫能欺。擢户部主事，历郎中，转饷榆林，以劳卒于米脂，年五十七。

## 家族
曾祖陳玘；祖陳翱；父陳邦佑，典史；母師氏。永感下，妻石氏，兄鵷；鶴；鶚；鵬；鵾；鴻。